# Malinowka (Kaliningrad, Prawdinsk)
Malinowka (russisch Малиновка, deutsch Wolmen) ist ein Ort in der russischen Oblast Kaliningrad (Gebiet Königsberg (Preußen)). Er liegt im Rajon Prawdinsk (Kreis Friedland (Ostpr.)) und gehört zur Domnowskoje selskoje posselenije (Landgemeinde Domnowo (Domnau)).

## Geographische Lage
Malinowka liegt an einer Nebenstraße (es war bis 1945 die deutsche Reichsstraße 142), die die Rajonshauptstadt Prawdinsk (Friedland) (10 km) mit dem russisch-polnischen Grenzgebiet und dem heute nicht mehr vorhandenen Ort Schirokoje (Schönbruch) (4 km) verbindet und vor 1945 bis nach Bartenstein (heute polnisch: Bartoszyce) weiterführte. Bis 1945 bestand Bahnanschluss über die Station Preußisch Wilten (heute russisch: Snamenskoje) an der Bahnstrecke von Königsberg (russisch: Kaliningrad) nach Heilsberg (heute polnisch: Lidzbark Warmiński), die heute nicht mehr in Betrieb ist.

## Geschichte
Die damals Wolmen genannte Landgemeinde wurde am 2. August 1923 aus den bisher zu Wicken (russisch: Klimowka) gehörenden Vorwerken Alsnienen (1934–1947  Wolmen West, russisch: Swobodnoje), Klein Sporwitten (1934–1947  Wolmen Ost, Wostotschnoje) und Wolmen (1934–1947 Wolmen Mitte) gebildet. Sie war in den Amtsbezirk Deutsch Wilten (russisch: Jermakowo) eingegliedert, der zum Kreis Friedland (ab 1927 Landkreis Bartenstein (Ostpr.)) im Regierungsbezirk Königsberg der preußischen Provinz Ostpreußen gehörte. Im Jahre 1933 betrug die Zahl der Einwohner 419.
Am 1. Januar 1935 wurde die Landgemeinde Groß Sporwitten (russisch: Poddubnoje) nach Wolmen eingemeindet, was jedoch auf die Einwohnerzahl sich nicht auswirkte, betrug sie doch im Jahre 1939 nur noch 388.
1945 kam Wolmen (Mitte) mit dem nördlichen Ostpreußen zur Sowjetunion und erhielt 1947 die Bezeichnung „Malinowka“. Bis 2009 war der Ort in den Domnowski sowjet (Dorfsowjet Domnowo (Domnau)) eingegliedert und ist seither – aufgrund einer Struktur- und Verwaltungsreform – eine als „Siedlung“ (russisch: possjolok) eingestufte Ortschaft innerhalb der Domnowskoje selskoje posselenije (Landgemeinde Domnowo) im Rajon Prawdinsk der Oblast Kaliningrad.

## Kirche
Aufgrund seiner überwiegend evangelischen Bevölkerung war Wolmen bis 1945 in das Kirchspiel Deutsch Wilten (russisch: Jermakowo) eingepfarrt. Es lag im Kirchenkreis Friedland (heute russisch: Prawdinsk), danach zum Kirchenkreis Bartenstein (heute polnisch: Bartoszyce) in der Kirchenprovinz Ostpreußen der Kirche der Altpreußischen Union.
Heute gehört Malinowka zum Bezirk der evangelischen Gemeinde in Domnowo (Domnau), die eine Filialgemeinde der Auferstehungskirche in Kaliningrad (Königsberg) ist und der Propstei Kaliningrad in der Evangelisch-Lutherischen Kirche Europäisches Russland zugeordnet ist.